# طرح کهاب
طرح کهاب طرحی برای صرفه‌جویی اقتصادی در مصرف سوخت که با اهداف زیست‌‌محیطی پایه‌گذاری شده‌است. کهاب سرنام عبارت کاهش، هدایت، انتقال و بازیافت بخار بنزین است. هدف اصلی این طرح کاهش از دست رفتن بخار بنزین در مراحل مختلف سوختگیری و هم‌ اکنون به دست شرکت ملی پخش فرآورده‌های نفتی ایران در حال اجراست.
بنزین موتور ترکیبی از هیدروکربن‌های نفتی اعم از پارافینها، اولفین‌ها و آروماتیک‌ها با مشخصات فیزیکی تقریبی (چگالی ۰٫۷۶کیلوگرم/لیتر، و کشسانی: ۱cst در ۲۰- درجه سانتی گراد و نقطه انجماد: ۶۰- درجه سانتی گراد تا ۷۰- درجه سانتی گراد) می‌باشد.
ترکیبات بنزین دارای نقطه جوش متفاوت (در محدوده ۳۰ درجه سانتی گراد تا ۲۲۵ درجه سانتی گراد) بوده و عناصری مانند بوتان و پنتان موجود در آن اساساً در شرایط محیطی به صورت گاز می‌باشند. مجموع شرایط فوق پدیده‌ای به نام «تبخیر بنزین» را به وجود می‌آورد که به عنوان یک منبع آلاینده مهم تلقی می‌گردد.
با توجه به آن که ترکیبات هیدروکربنی، سمی و فرار بوده و تمایل زیادی در جهت ترکیب با عناصر و مواد دیگر دارند، انتشار آن‌ها در محیط، ترکیبات جدیدی را به وجود آورده و همچنین اثرات نامطلوب فیزیولوژیکی، زیست‌‌محیطی و اقتصادی را به‌ دنبال خواهد داشت. 

## پیامدهای زیان‌آور فیزیولوژیکی
ترکیبات آلی فرار ناشی از تبخیر بنزین (Volatile Organic Compounds (VOC برای سلامتی انسان مخاطراتی را ایجاد کرده که با توجه به نحوهٔ تماس آن‌ها با بدن انسان، اثرگذاری متفاوتی را در بر خواهد داشت. از جمله می‌توان به عکس‌العمل سیستم اعصاب مرکزی مانند: گیجی، سردرد و از دست دادن حافظه کوتاه مدت، تحریک چشم، بینی و گلو، تأثیر بر روی سیستم تنفسی، جهش ژنیتکی و در نتیجه تولد نوزادان نارس اشاره نمود.

## پیامدهای زیان‌‌آور زیست‌محیطی
انتشار آلاینده‌های ناشی از «تبخیر بنزین» در اتمسفر و اثرات مخرب زیست‌محیطی که عبارتند از: ایجاد «باران‌های اسیدی»، ایجاد پدیده «مه‌دود» فتوشیمیایی، ایجاد «تغییرات اقلیم جهانی» (مانند افزایش دمای کره زمین و آسیب رساندن به لایه ازن) را در بر داشته‌ است. 

## زیان‌های اقتصادی
با در نظر گرفتن استحصال بخار بنزین (که تقریباً برابر ۱٫۵ لیتر مایع از هر ۱ مترمکعب بخار اشباع می‌باشد) و الگوی مصرف بنزین در ایران، در سال ۱۳۸۶ حدود ۲۲٬۰۰۰٬۰۰۰٬۰۰۰ لیتر بنزین مصرف و از آن مقدار، با توجه به سه بار تولید بخار در طی مراحل بارگیری و انتقال آن، حدود ۹۸٬۵۵۰٬۰۰۰ لیتر بنزین تبخیر گردید. حال با در نظر گرفتن بهای واقعی بنزین در سال ۸۶ (حدوداً ۵۳۰۰ ریال جهت هر لیتر) مشاهده می‌گردد که نه تنها مبلغی در حدود ۵۲۰٬۰۰۰٬۰۰۰٬۰۰۰ ریال در سال از طریق تبخیر بنزین تلف گردیده، بلکه بررسی‌ها نمایانگر ایجاد صدمات زیست‌‌محیطی و فیزیولوژیکی آن‌ها با هزینه‌ای بیش از ۲۰۰ میلیارد تومان در سال بوده‌ است. 

## مکان‌های تولید بخار بنزین
با توجه به محدوده فعالیت شرکت ملی پخش فرآورده‌های نفتی ایران در خصوص دریافت، ذخیره‌سازی، بارگیری، انتقال، تحویل در مجاری عرضه و ارائه بنزین به خودروها، مکان‌های تولید و انتشار بخار عبارتند از انبارهای نفت، نفتکش‌ها و جایگاه‌های عرضه سوخت که در این راستا نحوه انتشار آن به دو صورت «تبخیر عملیاتی» و «تبخیر تنفسی» صورت می‌پذیرد.
«تبخیر عملیاتی» در حین دریافت، ارسال و انتقال بنزین، میان مکان‌های فوق الاشاره و «تبخیر تنفسی» در زمان نگهداری بنزین در مخازن ذخیره به واسطه تغییرات دمای شبانه‌روز رخ می‌دهد. 

## کنترل بخار بنزین
- جهت کاهش تبخیر بنزین در اثر «تبخیر تنفسی»، با استفاده از مخازن سقف شناور جهت نگهداری بنزین در انبارهای نفت و آب‌بند نمودن آن‌ها، عملاً حجم مؤثر تماس بین مایع و بخار به حداقل ممکن رسیده و تلفات اشاره شده به شدت کاهش می‌یابد. (کمتر از ۱٪)
- جهت جلوگیری از انتشار و هدایت بخار بنزین در اثر «تبخیر عملیاتی» با توجه به آن‌ که در زمان بارگیری نفتکش‌ها، به ازای حجم مایع وارد شده به تانکر، همان حجم بخار به اتمسفر رانده می‌شود (بالانس حجمی)، لذا در این راستا، طی طراحی انجام شده در ساختار بازوهای بارگیری (TL) از ورود بخار بنزین به اتمسفر جلوگیری گردیده و به سمت واحد بازیافت (VRU) هدایت می‌گردد.
- به منظورکاهش، عدم انتشار و هدایت بخار بنزین حاصله در جایگاه‌های عرضه سوخت با ایجاد یک خط برگشت بخار ما بین مخازن زیرزمینی جایگاه و مخزن نفتکش، از خروج بخار بنزین مخازن جایگاه‌ها در زمان تخلیه نفتکش به اتمسفر جلوگیری و با اشاره به اصل «بالانس حجمی» بخار موجود به سمت نفتکش هدایت گشته که عملاً یک مرحله تولید بخار از بین می‌رود. (Stage 1)
- همچنین به منظور جلوگیری از انتشار بخار موجود در باک خودروها به اتمسفر (در زمان سوختگیری)، طرحی در دست بررسی بوده که با بهره جستن از نازل‌ها، شلنگ‌ها و ادواتی خاص، بخار متصاعده از باک خودرو را به سمت مخازن ذخیره زیرزمینی جایگاه هدایت می‌نماید. (Stage II)
- در راستای بررسی عملکرد سیستماتیک کنترل بخار بنزین، با اندازه‌گیری میزان (VOCs) جایگاه‌ها، مشاهده گردید که قبل از اجرای طرح Stage I میزان آلایندگی تقریباً معادل۱۱۰۰ppm بوده، لکن پس از اجرای آن، این میزان به ۰٫۰۰۱ پی پی ام کاهش یافته‌است. این در حالی است که حد مجاز استاندارد جهانی برای آن حدوداً ۳۵ppm در نظر گرفته شده‌.

## بازیافت بخار بنزین
پس از جمع‌ آوری بخارات منتشر شده از باک خودروها و مخازن زیر زمینی جایگاه و هدایت آن به سمت نفتکش، نفتکش جهت سوختگیری مجدد به انبار نفت مراجعه نموده که با بهره‌جویی از طرح تکمیلی بازوهای بارگیری، بخار بنزین جهت استحصال به واحد بازیافت بخار (VRU) جهت استحصال مایع بنزین از بخار منتقل خواهد شد.

## VRU: Vapor Recovery Unit
این واحد با بهره جستن از شیوه‌های مختلفی مانند: «شیوه تبریدی»، «شیوه غشایی» و «شیوه کربن فعال» از هر «یک متر مکعب بخار اشباع» حدود ۱٫۵ لیتر بنزین را استحصال خواهد نمود.
اکنون با توجه به میزان تبخیر بنزین در سال ۱۳۸۶، در صورت استحصال آن می‌توان از هدرروی مبلغی حداقل معادل ۵۲۰٬۰۰۰٬۰۰۰٬۰۰۰ریال در سال جلوگیری نمود که با توجه به جلوگیری از صدمات زیست‌ محیطی و فیزیولوژیکی ناشی از انتشار بخار بنزین بیش از ۲۵۰ میلیارد تومان در سال صرفه جویی ریالی را موجب خواهد شد. هزینه اولیه تجهیزات و تأسیسات مورد نیاز جهت فرایند فوق حدود ۹۰ میلیارد تومان برآورد گردیده و سالانه بالغ بر ۴ میلیارد تومان هزینه نگهداری و تعمیرات آن می‌باشد که در مجموع اجرای «طرح کهاب» را نه تنها دارای توجیه اقتصادی، بلکه دوست دار محیط زیست معرفی می‌نماید.

در سایت شرکت ملی پخش فرآورده‌های نفتی ایران - منطقه اهواز آخرین اخبار و آمار و اطلاعات در مورد میزان مصرف فرآورده‌های نفتی در استان خوزستان دیده می‌شود. اطلاعات جایگاه‌های تک منظوره و دومنظوره و cng در سایت Ahwaz-niopdc.ir
موجود است.